# Nannocharax fasciolaris
Nannocharax fasciolaris är en fiskart som beskrevs av Nichols och Wilfrid Rudyerd Boulton 1927. Nannocharax fasciolaris ingår i släktet Nannocharax och familjen Distichodontidae. IUCN kategoriserar arten globalt som otillräckligt studerad. Inga underarter finns listade i Catalogue of Life.